# 극장판 소드 아트 온라인 -오디널 스케일-
《극장판 소드 아트 온라인 -오디널 스케일-》(Sword Art Online: Ordinal Scale)은 일본에서 제작된 이토 토모히코 감독의 2017년 애니메이션, SF, 액션 영화이다. 마츠오카 요시츠구 토마츠 하루카 등이 주연으로 출연하였다.

## 줄거리
2022년, 천재 프로그래머 카야바 아키히코가 개발한 세계 최초의 풀 다이브 전용 디바이스 ‘너브기어’ --- 그 혁신적인 머신은 VR(가상현실) 세계에 무한한 가능성을 가져왔다. 그로부터 4년 후…….
‘너브기어’의 후계 VR머신 ‘어뮤스피어’에 대항하는 것처럼 하나의 차세대 웨어러블 멀티 디바이스가 발매되었다. ‘어그마’. 풀 다이브 기능을 배제하는 대신, AR(증강현실) 기능을 최대한으로 확대한 최첨단 머신.
‘어그마’는 깨어있는 상태에서 사용할 수 있는 안전성과 편리성을 바탕으로 순식간에 유저들에게 확산되었다. 그 폭발적인 확산을 견인한 것은 ‘오디널 스케일(OS)’로 불리는 ‘어그마’ 전용 ARMMO RPG였다. 아스나와 친구들도 플레이하는 그 게임에 키리토도 참전하려 하는데…….

## 출연
- 마츠오카 요시츠구 - 키리가야 카즈토<키리토>(목소리) 역
- 토마츠 하루카 - 유우키 아스나<아스나>(목소리) 역
- 타케타츠 아야나 - 키리가야 스구하<리파>(목소리) 역
- 이토 카나에 - 유이(목소리) 역
- 히다카 리나 - 아야노 케이코<시리카>(목소리) 역
- 타카가키 아야히 - 시노자키 리카<리즈벳>(목소리) 역
- 사와시로 미유키 - 아사다 시노<시논>(목소리) 역
- 히라타 히로아키 - 츠보이 료타로<클라인>(목소리) 역
- 야스모토 히로키 - 앤드류 길버트 밀즈<에길>(목소리) 역